# Az információs jószág költségei
Az információs jószágok olyan üzenettel bíró közgazdasági javak, melyek valamilyen módon kapcsolódnak az internetes kultúrához. Ezeket az javakat ún. kulturális intézmények állítják elő, melyek tevékenységükhöz erőforrásokat igényelnek.' Ilyen erőforrás a tőke, az emberi munka, a vállalkozói ismeretek és az különféle működéshez szükséges információk. A felmerülő költségek többféle forrásból finanszírozhatók, de a tervezéshez szükséges ismerni azok szerkezetét. Ezen javak költségei szerkezetükben jelentősen eltérnek a korábban megszokott, klasszikus közgazdasági jószágokétól. A fix költségek és változó költségek megoszlása rendkívül egyenetlen, míg előbbiek magasak, utóbbiak a nullához tartanak.

## Költségek
A termelési költségek (TC) az előállított eredménnyel kapcsolatban két csoportba oszthatók: Fix költségek és Változó költségek
TC=FC+VC
Ez a felosztás az információs jószágokra is érvényes.

### Fix költség
Fix költség: nagysága független az előállított termék vagy szolgáltatás mennyiségétől.
FC= pL•Lm + pK•Km
Esetünkben ez nagyon magas, hiszen az információt, az üzenetet csak egyszer kell előállítani.A felmerülő költségek nagy része, tehát az első jószág előállításakor merül fel. Az információs jószágok sajátossága, hogy a további példányok előállítása gyakorlatilag ingyenes.

### Változó költségek
VC= Σ (pL•Lp + pK•Kp)
Határköltsége tart a nullához. Ezzel magyarázható, az internetes jószágok ingyenessége.
Miután a sokszorosítása a terméknek, minimális többletköltséggel jár, a határköltség nagyon alacsony, tart a nullához.
MC= ΔTC/ΔQ
Az alacsony határköltségből következik, hogy a jószágok előállításának átlagköltsége is csökkenő tendenciát mutat.